# 阿里佛龙
阿里佛龙，（英語：Ariphron），约活动于公元前5世纪至公元前4世纪前后。古希腊西库翁的抒情诗人之一，他因为其作品《海吉埃娅颂歌》而闻名于世。此作一直流传至今，在古希腊具有一定影响力。